# Campeonato Mundial de Xadrez de 1937

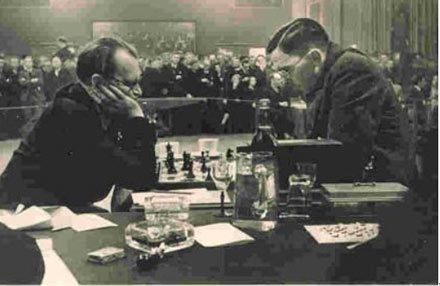
Alekhine enfrentando Euwe em 1937

O Campeonato Mundial de Xadrez de 1937 foi a 16ª edição da competição sendo disputada pelo atual campeão Max Euwe e o ex-campeão Alexander Alekhine. A disputa foi realizada entre 5 de outubro e 4 de dezembro de 1937 nos Países Baixos. O primeiro a alcançar seis vitórias e marcar mais de quinze pontos seria declarado campeão. Alekhine reconquistou o título.

## Resultados
|                    | 1 | 2 | 3 | 4 | 5 | 6 | 7 | 8 | 9 | 10 | 11 | 12 | 13 | 14 | 15 | 16 | 17 | 18 | 19 | 20 | 21 | 22 | 23 | 24 | 25 | Vitória | Pontos |
| ------------------ | - | - | - | - | - | - | - | - | - | -- | -- | -- | -- | -- | -- | -- | -- | -- | -- | -- | -- | -- | -- | -- | -- | ------- | ------ |
| Alexander Alekhine | 0 | 1 | ½ | ½ | 0 | 1 | 1 | 1 | ½ | 1  | ½  | ½  | 0  | 1  | ½  | ½  | 0  | ½  | ½  | ½  | 1  | 1  | ½  | 1  | 1  | 10      | 15½    |
| Max Euwe           | 1 | 0 | ½ | ½ | 1 | 0 | 0 | 0 | ½ | 0  | ½  | ½  | 1  | 0  | ½  | ½  | 1  | ½  | ½  | ½  | 0  | 0  | ½  | 0  | 0  | 4       | 9½     |